# Madeline DiRado
Madeline Jane „Maya” DiRado (ur. 5 kwietnia 1993 w San Francisco) – amerykańska pływaczka, specjalizująca się w stylu grzbietowym i zmiennym, mistrzyni olimpijska, medalistka mistrzostw świata.

## Kariera pływacka
W 2013 roku została mistrzynią świata w Barcelonie w sztafecie 4 × 200 m stylem dowolnym (razem z Katie Ledecky, Shannon Vreeland, Melissa Franklin, Chelsea Chenault, Karlee Bispo oraz Jordan Mattern).
Dwa lata później podczas mistrzostw świata w Kazaniu zdobyła srebrny medal na dystansie 400 m stylem zmiennym.
W 2016 roku na igrzyskach olimpijskich w Rio de Janeiro zdobyła cztery medale. W konkurencji 200 m stylem grzbietowym z czasem 2:05,99 min została mistrzynią olimpijską, wyprzedziwszy o 0,06 s Węgierkę Katinkę Hosszú. Złoty medal wywalczyła także w sztafecie 4 × 200 m stylem dowolnym. Na dystansie 400 m stylem zmiennym zdobyła w finale srebrny medal, uzyskując czas 4:31,35. W konkurencji 200 m stylem zmiennym była trzecia z czasem 2:08,79.
Po igrzyskach w 2016 roku zakończyła karierę pływacką, by rozpocząć pracę w spółce McKinsey & Company.

## Życie prywatne
Ukończyła studia na Uniwersytecie Stanforda.